# Joaquín Horcada
Joaquín Horcada (Argentina, 16 de noviembre de 1999) es un jugador profesional argentino de rugby que se desempeña en la posición de pilar derecho en Dallas Jackals, equipo perteneciente a la liga Major League Rugby.

## Carrera
En 2022, Horcada se unió al equipo Dallas Jackals, con el cual disputa su segunda temporada en la Major League Rugby. También fue parte de la Selección juvenil de rugby de Argentina.